# Distrito de Holzminden
El Distrito de Holzminden (en alemán: Landkreis Holzminden) es un Landkreis (distrito) ubicado al sur del estado federal de Baja Sajonia. Al oeste limita con los distritos de Höxter y Lippe del estado federal de Renania del Norte-Westfalia, al norte con el distrito de Hameln-Pyrmont y el distrito de Hildesheim y al este y sur con el distrito de Northeim.

## Composición del distrito
Composición del distrito de Holzminden con distribución de la población según censo del 30 de junio de 2005:
Einheitsgemeinden
| - 1. Delligsen (8.853) - 2. Holzminden, Ciudad (20.856) |

Samtgemeinden
* Posición de la administración
| - 1. Samtgemeinde Bevern (6.624) 1. Bevern, * (4.311) 2. Golmbach (1.036) 3. Holenberg (502) 4. Negenborn (775) - 2. Samtgemeinde Bodenwerder (12.187) 1. Bodenwerder, Stadt * (6.089) 2. Halle (1.743) 3. Hehlen (2.157) 4. Heyen (530) 5. Kirchbrak (1.163) 6. Pegestorf (505) - 3. Samtgemeinde Boffzen (7.671) 1. Boffzen * (2.967) 2. Derental (741) 3. Fürstenberg (1.284) 4. Lauenförde, Flecken (2.679) | - 4. Samtgemeinde Eschershausen (6.891) 1. Dielmissen (823) 2. Eimen (1.110) 3. Eschershausen, Stadt * (3.793) 4. Holzen (681) 5. Lüerdissen (484) - 5. Samtgemeinde Polle (4.774) 1. Brevörde (771) 2. Heinsen (979) 3. Ottenstein (1.277) 4. Polle, Flecken * (1.203) 5. Vahlbruch (544) - 6. Samtgemeinde Stadtoldendorf (10.441) 1. Arholzen (447) 2. Deensen (1.576) 3. Heinade (1.038) 4. Lenne (726) 5. Stadtoldendorf, Stadt * (5.986) 6. Wangelnstedt (668) |

Zonas sin municipio - (todos sin habitar)
1. Boffzen (23,40 km²)
2. Eimen (12,91 km²)
3. Eschershausen (4,92 km²)
4. Grünenplan (22,71 km²)
5. Holzminden (15,01 km²)
6. Merxhausen (22,50 km²)
7. Wenzen (15,84 km²)